# 福井敏雄
福井 敏雄（ふくい としお、1921年〈大正10年〉3月11日 - 2005年〈平成17年〉4月27日）は、日本の気象解説者・タレント。

## 略歴
徳島県海部郡日和佐町（現・美波町）出身。現在の気象大学校の前身である気象技術官養成所を卒業後、陸軍技術中尉として陸軍気象部に所属。戦後中央気象台（気象庁の前身）に転じ、徳島や彦根等の地方気象台勤務を経て、大阪管区気象台では天気相談所長も務めた。
同庁を定年の1年前である1980年（昭和55年）に退官し日本気象協会に移籍後、同年11月より関西テレビの気象情報担当キャスターとして登場する。担当番組でもある『ザ・モーニング630』は、日本で初めて気象衛星「ひまわり」の画像を同局で直接受信し、きめ細やかな気象解説を務めた。
気象解説のベテランだが、気象予報士の資格は終生持っていなかった。これは、同資格が1994年（平成6年）からの創設であり、当時既にニュース番組のお天気キャスターを降板しており、かつ福井自身が当時73歳と高齢だったため「この歳で今更資格を取る気はない」と公言していたためである。なお、第1回試験では合格者の名前に「福井敏雄」があったことから自身にもマスコミから問い合わせが殺到するなどニュースにもなったものの、同姓同名の別人であった。
徳島県人が使う、強度の阿波弁の影響（サ行がシャ行になる）を残した話し方と緊張とも地とも取れる、終始、上ずったような素人然とした独特な声が特徴的（前日の放送で解説した予報が外れた際には「申し訳ありましぇんでした!」と謙虚に謝罪したり、寒冷前線を「かんれーじぇんしぇん」と発音したり、語尾には必ず「‥でごじゃいましゅ!」と付く、など）。独特の言い回しで、「お天気おじさん」「お天気の福井さん」「福井のおっちゃん」と愛称を付けられ、絶大な人気を集めた。
1986年（昭和61年）からは『アタック600』のお天気コーナーキャスターに就任。サブキャスターの梅田淳アナウンサーとコンビで伝え、人気を博し、天気予報が始まる18時45分頃になると視聴率が上がり始めるという現象まで見られた（予報直前のCM前には「次は、福井さんのお天気」のテロップが表示されていた）。
その後、関西テレビ制作の全国ネットのワイドショーにも出演し、全国に顔が知られるようになった。これがきっかけとなり、1987年（昭和62年） - 1989年（昭和64年/平成元年）には、フジテレビ及びFNS加盟各社制作のスペシャル番組『FNSスーパースペシャル1億人のテレビ夢列島』内のニュース（『ニュースファクトリー』『DATELINEデラックス』『スーパータイムSP』『スーパータイムDX』）の天気予報のコーナーに抜擢され、ここで福井は初めて近畿広域圏以外での放送局の番組に出演する形で全国デビューを果たす。同コーナーには3年連続で出演を果たし、タモリ・露木茂・逸見政孝・長野智子・明石家さんま・笑福亭鶴瓶らの笑いを誘った。
また、福井のイラストを施した『福井さんグッズ』も製作され、当時（扇町移転前）の関西テレビが設置していたグッズショップ『KTVメディアギャラリー』（大阪・梅田、京都・嵐山）で販売された。
こうした全国区での活躍が評価され、1989年（平成元年）には『ゆうもあ大賞』を受賞した。表彰式は東京・帝国ホテルで『アタック600』放送中の平日夕方に行われ、福井が赴きさらに会場から天気予報を関西に向けて生中継で行い、会場で満場の喝采を受けた。
関西テレビのキャスターは1989年12月をもって降板。以降は朝日放送テレビ（ABCテレビ）制作のバラエティ番組『探偵!ナイトスクープ』の顧問役や『ナイトinナイト火曜日おっちゃんVSギャル』のレギュラー解答者として出演し、冒頭で趣味としている自作の俳句を披露するなど、近畿地方を中心に講演会やテレビ出演など様々な活動で更に個性を発揮した。
更にフジテレビ系列の『笑っていいとも!』に1995年（平成7年）10月 - 1996年（平成8年）9月の間水曜日のレギュラーとして出演するなど、バラエティ番組やテレビCMでも活躍した。
俳句の名手として知られ、書道は8段の腕前だった。
2005年（平成17年）4月27日、老衰のため大阪市西淀川区の病院で死去、84歳没。

## 出演

### テレビ
- FNSスーパースペシャル1億人のテレビ夢列島（フジテレビ系）
- ザ・モーニング630（関西テレビ）
- KTVワイドニュース（関西テレビ）
- KTVアタック600（関西テレビ）
- ハイ!土曜日です（関西テレビ・フジテレビ系）
- DOサタデー（関西テレビ・フジテレビ系）
- モーニングスタジオ 土曜!100%（関西テレビ・フジテレビ系）
- モーニングアップル（関西テレビ・フジテレビ系）
- シュートinサタデー（関西テレビ・フジテレビ系）
- 土曜大好き!830（関西テレビ・フジテレビ系）
- 探偵!ナイトスクープ（朝日放送テレビ・テレビ朝日系）[2]
- 鶴瓶の1/10女子マラソン（関西テレビ）
- 大阪を五感で砕け! 〜千里は朝まで大騒ぎ!〜（MBSテレビ）
- 笑っていいとも!（フジテレビ系、1995年10月 - 1996年9月 ※水曜日担当）
- 平成教育委員会（フジテレビ系）
- 初詣!爆笑ヒットパレード（フジテレビ系）
- ダウンタウンのごっつええ感じ（フジテレビ系）
- オレたちひょうきん族（フジテレビ系）
- とんねるずのみなさんのおかげです（フジテレビ系）
- 第16回アメリカ横断ウルトラクイズ（日本テレビ系）
- 邦ちゃんのやまだかつてないテレビ（フジテレビ系）
- ナイトinナイト火曜日『おっちゃんVSギャル』（ABCテレビ）
- キスした?SMAP（ABCテレビ）
- めちゃ×2イケてるッ!（フジテレビ系）
- 所さんのただものではない!（フジテレビ系）
- ライオンのいただきます（フジテレビ系）
- ビートたけしのD-1グランプリ（テレビ朝日系）
- 必殺スペシャル・春 勢ぞろい仕事人! 春雨じゃ、悪人退治（ABCテレビ、1990年4月6日） - オープニングと劇中のナレーター
- 噂の!東京マガジン（TBS、1991年） - 「福井敏雄の"誠心誠意"観戦しました」というコーナーでFMWの試合（高知県民体育館で開催）をレポート[注 3]。同試合後、大仁田厚にインタビューをしている。
- 超次元タイムボンバースペシャル（テレビ朝日系、1997年4月10日） - 「キャスター・文化人チーム」のメンバーの一人として出演。

この他、NHK大阪放送局で気象情報を担当したこともあった。

### ラジオ
- おはようパーソナリティ中村鋭一です（朝日放送ラジオ） - 気象台勤務時代。中村鋭一が朝日新聞大阪本社に出向していた時代に出来たつながりで出演。

### CM
※商品名が無いCMはすべて企業・団体広告。関西ローカルで放映したものが多く、CM内でも天気予報（天気図の解説）を模した演出があった（※一部を除く）。
- ロッテ電子工業「ホカロン」（1988年・1990年。1988年は気象予報士役として単独出演、1990年は塩沢ときと共演）
- マルキン忠勇「よせ鍋だし」（1989年、テレビ番組の気象予報士とその番組を見る視聴者（夫）の2役で出演[注 4]）
- JR東海「花の万博へ新幹線で行こう」（1990年、ナレーションを兼任[注 5]）
- ハトのマークの引越センター（1990年）
- 福井県「頑張る福井の元気予報」[注 6]（1991年、ナレーション。福井県ローカル）
- 日本電気硝子「サンファミリー」（1991年）
- 大阪府ボウリング場協会（1991年、天気予報編）
- サントリー「サンフェスタ ストレート100」（1992年）
- NTTパーソナル関西（現・NTTドコモ関西）（1996年、花火大会編[注 7]）
- 生和建設（1990年代）
- 関西電気保安協会
- パールトーン
- 中国電力
- 東リ

ほか